# Władysław Lance
Władysław Lance (ukr. Владислав Елійович Лянце, ang. transkr. V. Lyantse, ur. 19 listopada 1920 w Warszawie, zm. 29 marca 2007 we Lwowie) – lwowski matematyk, profesor Uniwersytetu Lwowskiego.

## Życiorys
Do szkół uczęszczał we Lwowie. W styczniu 1940 rozpoczął studia na wydziale fizyczno-matematycznym Uniwersytetu Lwowskiego. Uczęszczał na wykłady profesorów Mirona Zaryckiego (analiza matematyczna), Władysława Orlicza (algebra), Stanisława Mazura (geometria różniczkowa), Juliusza Schaudera (mechanika teoretyczna), a także na seminaria Stefana Banacha. 
Już na drugim roku studiów rozwiązał problem, zapisany przez Edwarda Marczewskiego w Księdze Szkockiej, o czym Marczewski wspomniał w roku 1945 w swojej pracy opublikowanej w Fundamenta Mathematicae. 
Po wybuchu wojny niemiecko-radzieckiej przedostał się do Baszkirii, gdzie pracował w budownictwie oraz w oświacie. W latach 1945–1948 kontynuował studia na Uniwersytecie Lwowskim. 31 sierpnia 1945 został mianowany laborantem katedry teorii funkcji kierowanej przez prof. Oleksandra Kowańkę. 
W roku 1947 ukazała się jego pierwsza praca z dziedziny teorii funkcji okresowych, wykonana pod kierownictwem prof. Kowańki.
Od roku 1948 Władysław Lance pracował na Politechnice Lwowskiej u Jarosława Łopatyńskiego. W kwietniu 1951 obronił pracę kandydacką na temat „O prawidłowości zadań fizyki matematycznej”. 
W roku 1964 obronił na Uniwersytecie Moskiewskim pracę doktorską “Niektóre problemy teorii widmowej niesprzężonych operatorów w przestrzeni Hilberta”
Od roku 1964 Władysław Lance powrócił na uniwersytet jako docent (1964) i profesor (1965-1971) oraz kierownik katedry analizy matematycznej (1971-1973) oraz teorii funkcji i analizy funkcjonalnej (1973-1991). 
Władysław Lance opublikował ponad 130 prac naukowych, wypromował prawie 20 doktorów I kandydatów nauk.